# NGC 6617
NGC 6617 (другие обозначения — UGC 11176, MCG 10-26-29, ZWG 301.25, PGC 61613) — спиральная галактика (Scd) в созвездии Дракон.
Этот объект входит в число перечисленных в оригинальной редакции «Нового общего каталога».